# Ratnasambhava

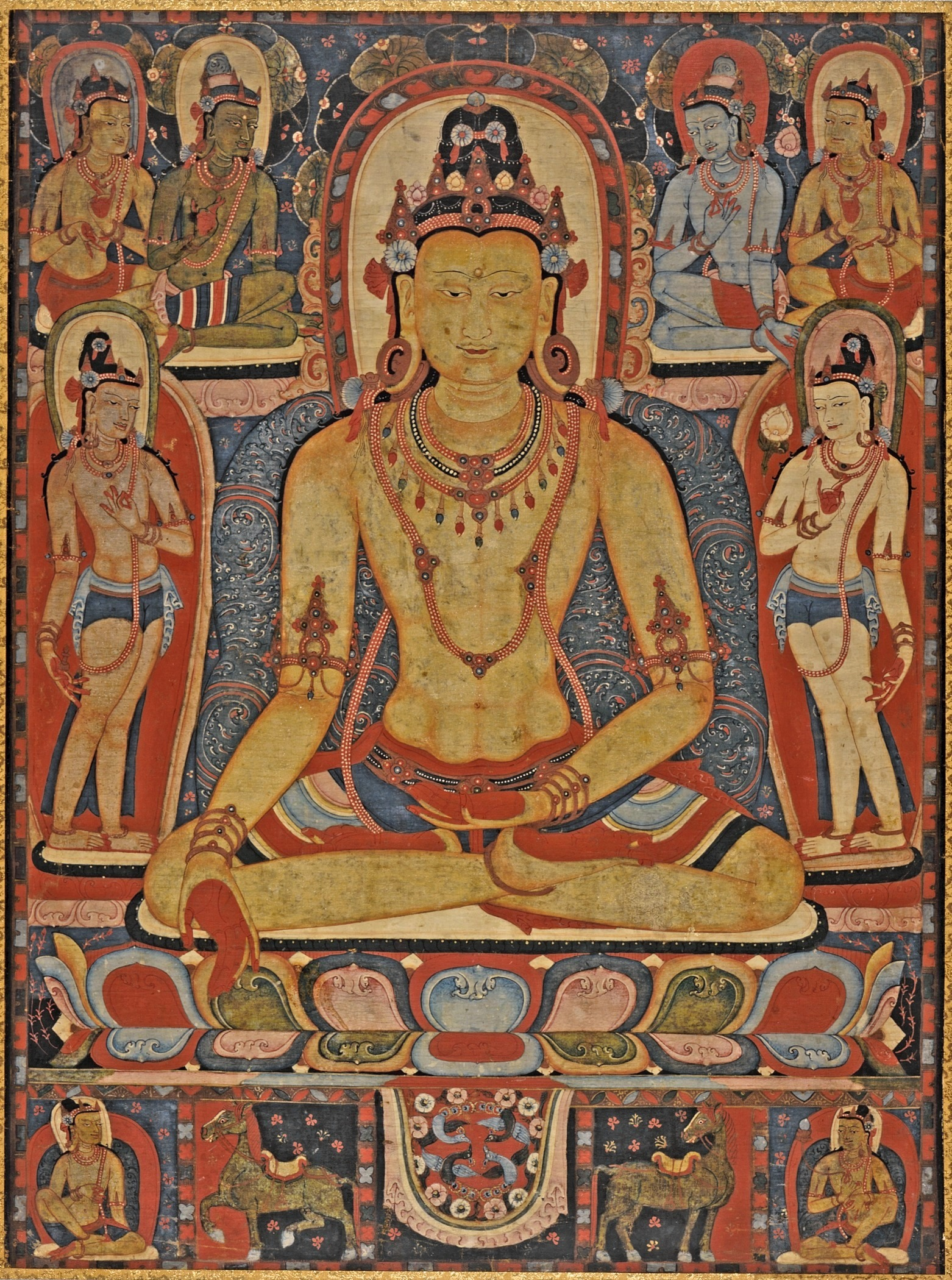
Målning av Ratnasambhava, Tibet, 1100-tal eller 1200-tal.

Ratnasambhava (”juvelfödd”) är inom vajrayanabuddhismen en av de fem dhyanibuddhorna. Kasyapa, den buddha som föregick Shakyamuni, betraktas inom vajrayana som en manifestation av Ratnasambhava (hans nirmanakaya).